# غابرييلا سانشيز (مغنية)
غابرييلا سانشيز (بالإسبانية: Gabriela Sánchez)‏ هي مغنية مكسيكية، ولدت في 1 يونيو 1987.

## وصلات خارجية
- الموقع الرسمي
- غابرييلا سانشيز على موقع ميوزك برينز (الإنجليزية)